# Johann Andreas Anton von Scholten

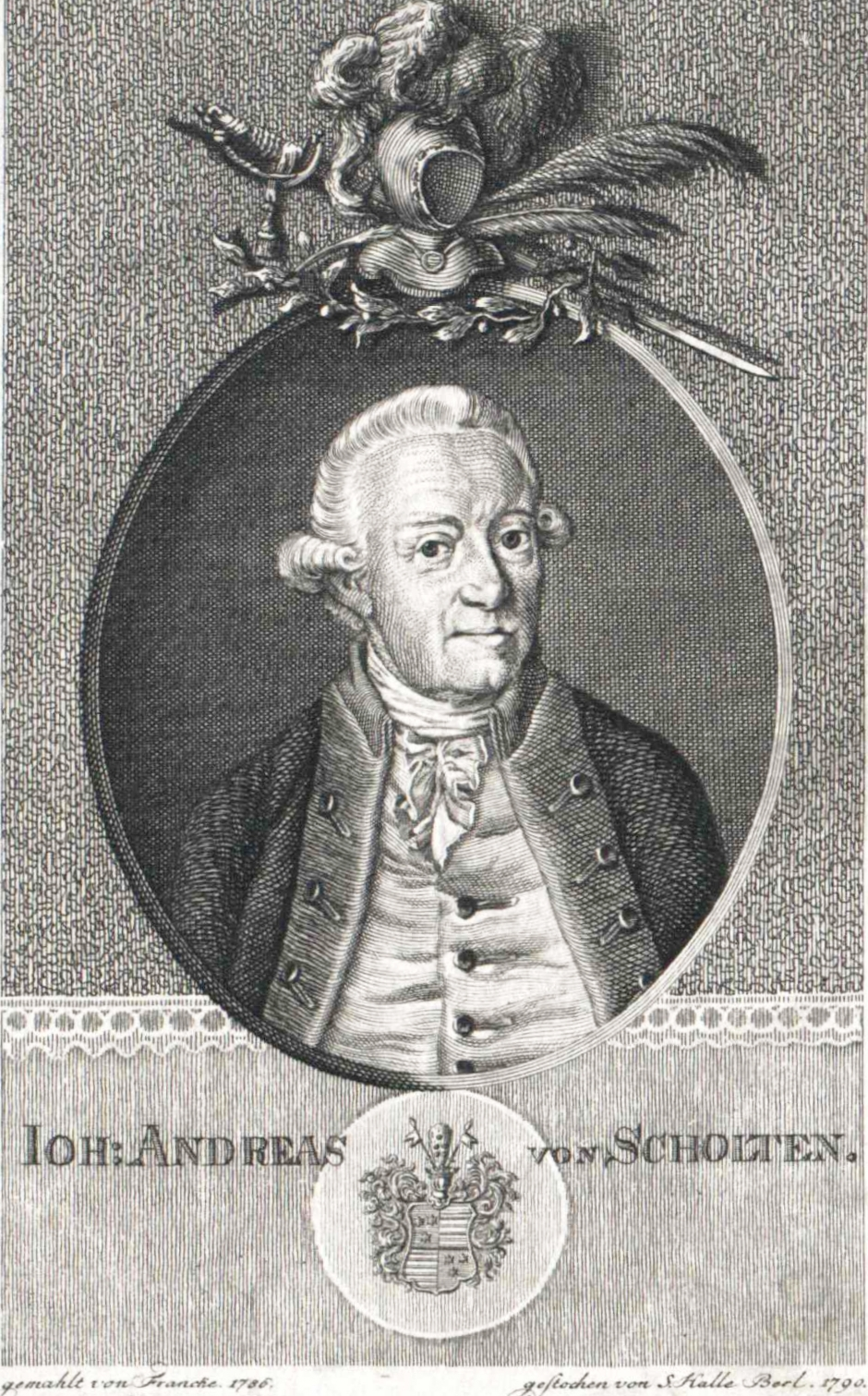
Johann Andreas von Scholten (1786)

Johann Andreas Anton von Scholten, geb. Schuldt (* 3. November 1723 in Hamburg; † 22. Mai 1791 in Stettin), war ein preußischer Generalmajor, Schriftsteller und Gründer der wissenschaftlichen Gesellschaft in Treuenbrietzen. Er galt seiner Zeit auch als „Der Philosoph beim Offizierkorps“.

## Leben

### Herkunft
Er entstammt der hanseatischen Kaufmannsfamilie Schuldt. Seine Eltern waren Johann Andreas Schuldt, Reeder und Kaufmann in Hamburg und Christine Elisabeth Muhlen. Am 24. April 1749 wurde er von Friedrich II. von Preußen geadelt. Mit seiner Nobilitierung erhielt er den Namen v. Scholten.

### Laufbahn
Scholten stand zunächst in dänischen Diensten. Er trat am 2. September 1742 in preußische Dienste und wurde Leutnant der Grenadiere im „Garnisonsregiment Reck“. Dort wurde er 1748 Premier-Lieutenant und 1757 Stabshauptmann. Am 26. Dezember 1757 wurde er Hauptmann und 1767 Major. Im Jahre 1775 wurde er Oberstleutnant im „Grenadier-Bataillon von Rohr“, 1778 der Chef und 1779 Oberst. Am 1. März 1786 wurde er Chef des „Regiments Keller zu Fuß“ in Stettin, sowie am 1. Mai 1786 Generalmajor.
Er hat an vielen Kämpfen der schlesischen Kriege teilgenommen. Dazu gehören die Schlachten von Prag, Leuthen, Zorndorf, die Gefechte von Rosenberg, Moys, Hoyerswerda und Groß-Glogau und die Belagerungen von Kosel, Breslau, Prag und Kolberg. Bei Prag und Zorndorf wurde er verwundet.
Scholten galt als einer der gelehrtesten Offiziere und hat auch veröffentlicht, teils nicht unter seinem Namen. In seiner Garnison in Treuenbrietzen gründete er 1781 sogar eine Akademie, dazu die Gesellschaft der Freunde der Wissenschaft und des guten Geschmacks. Die Akademie war nicht auf Militärs beschränkt, sondern durfte auch von Personen beiderlei Geschlechts aus bürgerlichen Kreisen besucht werden.

### Familie
Er war mit einer geborenen von Levin verheiratet. Das Paar hatte keine Kinder.

## Werke
- Rede bei der ersten Versamlung der Freunde der Wissenschaften und des guten Geschmaks zu Treuenbrietzen, Dessau 1782 (Digitalisat)
- Was muss ein Offizier wissen, wenn er die Pflichten seines Standes erfüllen, und mit Recht Beförderung erlangen will ?, 1784, Rede vor der Gesellschaft in Treuenbrietzen, Übersetzung z. B. in dänische[1]Digitalisat
- Rede beim Abschied von seinem Bataillon, Berlin 1786, Digitalisat
- Schreiben über Moses Mendelssohn an den jüdischen Kaufmann David Friedländer vom 18. Februar 1786 veröffentlicht in der Berliner Monatszeitschrift vom März 1786.